# Reyes Berruezo
María Reyes Berruezo Albéniz (Pamplona, Navarra, 10 de enero de 1951) es una académica y política española. Fue diputada por Navarra en el Congreso de los Diputados en la II Legislatura (1982-1986) por el Grupo Parlamentario Socialista del Congreso y Consejera de Bienestar Social, Deporte y Juventud en el Gobierno de Navarra (2003-2004). Como académica, destaca su labor investigando la historia de la educación en Navarra. En el momento de su nombramiento como consejera de Bienestar Social ocupaban el cargo de vicerrectora de la Universidad Pública de Navarra.

## Biografía
Es Licenciada en Psicología por la Universidad Complutense de Madrid y doctora en Ciencias de la Educación por la Universidad de Navarra. También es catedrática de Escuela Universitaria de la Universidad Pública de Navarra, en el área de Didáctica y Organización Escolar, dentro del Departamento de Psicología y Pedagogía.

### Trayectoria académica
Se incorporó a la Escuela Universitaria de Formación del Profesorado de EGB de Navarra, dependiente de la Universidad de Zaragoza en el curso 1975-1976, y a la Universidad Pública de Navarra en el 1989-1990. Fue coordinadora de Educación de la Universidad Nacional de Educación a Distancia en Navarra desde 1986. Desde 1999 y hasta mayo de 2003, fue vicerrectora de Estudiantes y Extensión Universitaria en la Universidad Pública de Navarra (UPNA). 
En el área de la investigación, ha publicado una treintena de libros, ponencias y comunicaciones relacionados con la historia de la educación en Navarra. En sus publicaciones, persigue varias ideas:
- Esforzarse por conocer y explicar la historia de los sistemas educativos, de la política educativa y la organización del sistema global y local para explicar y conocer la realidad educativa actual que necesita mejorarse.[4]
- Comprobar cómo el sistema educativo es crucial para lograr un estado social y un estado del bienestar. Es decir, el sistema educativo como servicio público destinado al desarrollo personal de todos los ciudadanos y ciudadanas. Con herramientas como la educación infantil como elemento de prevención hacia la equidad educativa temprana, la educación para personas adultas que no han tenido la oportunidad de formarse o la educación social como forma de combatir desigualdades, una educación especial dedicada a personas con necesidades individuales diferentes.[5]
- La necesaria nueva organización educativa.
- La atención educativa a personas con discapacidad.[6]

Además de la investigación, Berruezo se ha preocupado por la difusión de lo investigado sobre la historia de la educación a través de su participación en congresos y coloquios. Pero también de la difusión de lo investigado por alumnos y compañeros.
En 2015, la UPNA reconoció la labor de Berruezo incluyendo su semblanza en la revista Huarte de San Juan, junto a la de nueve historiadores y juristas navarros.

### Trayectoria política
De familia carlista, participó en unos disturbios antifranquistas en Estella en 1969, con motivo de los actos de Montejurra, por lo que fue interrogada por la policía. Según Josep Miralles, en su juventud ella misma habría militado en los Grupos de Acción Carlista. En 1976 fue testigo de los sucesos de Montejurra.
Berruezo comenzó su militancia en el PSOE en el año 1978 y se desvinculó del partido en 1986. Es una de las mujeres fundadoras del Partido Socialista de Navarra (PSN), formando parte de su primer comité ejecutivo cuando este se formó el 6 de junio de 1982. Ha sido la primera diputada socialista por Navarra al sustituir por lista a Jesús Malón en la primavera de 1984. Fue parlamentaria foral con el Partido Socialista de Navarra (PSN) desde 1979, siendo también la primera mujer socialista en ocupar un escaño (por Pamplona) en el Parlamento Foral.
Durante su actividad como diputada, fue vocal de la Comisión de Control Parlamentario sobre RTVE desde 1984 a 1986 y vocal de la Comisión del Defensor del Pueblo durante los mismos años.
Desde junio de 2003 a febrero de 2004, Berruezo formó parte del gobierno de UPN del Parlamento foral como consejera independiente de Bienestar Social, Deporte y Juventud.

### Trayectoria social
Además de su actividad académica y política, Reyes Berruezo también ha sido presidenta de ANFAS, la Asociación Navarra en Favor de las Personas con Discapacidad Intelectual, miembro de la confederación FEAPS.
En marzo de 2019 es elegida secretaria de la Asociación Navarra del Movimiento Europeo (ASNAME), encuadrada dentro del Consejo Federal Español del Movimiento Europeo. El Movimiento Europeo en Navarra fue creado como asociación el 14 de mayo de 1989.

## Publicaciones

### Libros
- La Junta Superior de Educación, 1936-1939, tesis doctoral, Universidad de Navarra, 1990.
- Proyectos y realidades de enseñanza agrícola en Navarra en el siglo XIX: la Escuela de Agricultura de Tudela, 1851-1859, Pamplona, Universidad Pública de Navarra, 2007.  ISBN 978-84-9769-192-5
- Política educativa en Navarra 1931-1939, Gobierno de Navarra, 1991.  ISBN 84-235-1020-4

### Colaboraciones
- Experiencias pioneras de innovación educativa en Navarra, 1800-1936, con Francisco Soto Alfaro, en el 1er Seminario de Innovación Educativa, Universidad Pública de Navarra, 2012, ISBN 978-84-695-4023-7
- El siglo en el que se perfiló un ideal educativo para las personas con discapacidad intelectual, con Javier Vergara Ciordia, Rafael Fermín Sánchez Barea, Beatriz Comella Gutiérrez, en Ideales de formación en la historia de la educación, Madrid, 2011. ISBN 9788499822150
- Para una historia de la educación en el siglo XX, en Primer Encuentro sobre Historia de la Educación en Navarra, Gobierno de Navarra, 2001. ISBN 84-235-2127-3
- Escuela y escolarización en el franquismo 1945-1970, en Mito y realidad en la historia de Navarra - Actas del IV Congreso de Historia de Navarra, Pamplona, septiembre de 1998, Sociedad de Estudios Vascos.
- Practicum de organización escolaruna experiencia de formación de maestros en la Universidad Pública de Navarra, 1991 - 94, con María Carmen Ezpeleta Gabari, en El Prácticum en la formación de profesionales, Universidad de Santiago de Compostela, 1995. ISBN 84-921145-0-9

### Artículos
- Las Conferencias Pedagógicas de Navarra, 1887-1901. La difícil puesta en marcha de la formación permanente de maestros, en la revista Huarte de San Juan. Geografía e Historia, 18, 2011, Universidad Pública de Navarra.
- Educación y desarrollo urbano en Pamplona. La educación infantil, 1940-1965, en la revista Príncipe de Viana, N.º 254 (VII Congreso General de Historia de Navarra), Pamplona, 2011.
- La Junta para Ampliación de Estudios (1907-1938) y Navarra, en la revista Huarte de San Juan. Geografía e Historia, 14, 2007, Universidad Pública de Navarra.
- Aproximación histórica a la Educación Social en Navarra hasta el siglo XX: instituciones y agentes, en la revista Huarte de San Juan. Geografía e Historia, 14, 2007, Universidad Pública de Navarra.